# Термодинамічна фаза
Термодинамі́чна фа́за — термодинамічно рівноважний стан речовини, відмінний за своїми фізичними властивостями від інших станів тієї ж речовини. Різні фази мають різні упакування молекул (для кристалічних фаз, різні кристалічні ґратки), і, отже, різні значення коефіцієнта стисливості, коефіцієнта теплового розширення та інші сприйнятливості. Крім того, різні фази можуть мати різні електричні (сегнетоелектрики), магнітні (феромагнетики), та оптичні властивості (наприклад, твердий кисень).

## Термодинамічні фази на фазовій діаграмі
На фазовій діаграмі речовини різні термодинамічні фази займають певні області. Лінії, що розділяють різні термодинамічні фази, називаються лініями фазового переходу. Якщо речовина знаходиться в умовах, що відповідають точці всередині якої-небудь області, то воно повністю знаходиться в цій термодинамічній фазі. Якщо ж стан речовини відповідає точці на одній з ліній фазових переходів, то речовина в термодинамічній рівновазі може знаходитися частково в одній, а частково в іншій фазі. Пропорція двох фаз визначається, як правило, повною енергією, запасеною системою. При повільній (адіабатичному) зміні тиску або температури, речовина описується точкою, що рухається, на фазовій діаграмі. Якщо ця точка у своєму русі перетинає одну з ліній, що розділяють термодинамічні фази, відбувається фазовий перехід при якому фізичні властивості речовини міняються стрибкоподібно.
Не всі фази повністю відокремлені один від одного лінією фазового переходу. В деяких випадках, ця лінія може обриватися, закінчуючись критичною точкою. В цьому випадку, можливий поступовий, а не стрибкоподібний перехід з однієї фази в іншу в обхід лінії фазових переходів.
Точка на фазовій діаграмі, де сходяться три лінії фазових переходів, називається потрійною точкою. Звичайно під потрійною точкою речовини мається на увазі окремий випадок, коли сходяться лінії плавлення, кипіння і сублімації, проте на достатньо багатих фазових діаграмах може бути декілька потрійних точок. Речовина в потрійній точці в стані термодинамічної рівноваги може частково знаходитися у всіх трьох фазах. На багатовимірних фазових діаграмах (тобто якщо окрім температури й тиску присутні інші інтенсивні величини, наприклад у сумішах та сплавах) можуть існувати четверні й т. д. точки. Кількість фаз, які можуть співіснувати для певної речовини, визначається правилом фаз.

## Термодинамічні фази та агрегатні стани речовини
Набір термодинамічних фаз речовини звичайно значно багатший за набір агрегатних станів, тобто один і той же агрегатний стан речовини може знаходитися в різних термодинамічних фазах. Саме тому опис речовини в термінах агрегатних станів досить огрублене, і воно не може розрізнити деякі фізичні різні ситуації.
Багатий набір термодинамічних фаз пов'язаний, як правило, з різними варіантами порядку, які допускаються в тому або іншому агрегатному стані.
- У газоподібному стані речовина зовсім не впорядкована. Як наслідок, в газоподібному стані будь-яка речовина має лише одну термодинамічну фазу. (Фазові переходи типу дисоціації молекул або іонізації є, за визначенням, переходами однієї речовини в іншу).
- Рідина має ближній порядок, але, як правило, не має дальнього порядку. В результаті в однієї й тієї ж рідини можуть бути різні термодинамічні фази, проте їхня кількість рідко перевищує одиницю. Так, наприклад, існування нової рідкої фази знайдено в переохолодженій воді. Інший специфічний приклад: надплинний стан в рідкому гелії.
- Кристалічне тверде тіло має як трансляційний порядок, так і орієнтаційний. В результаті виникає велике число можливих варіантів відносної орієнтації сусідніх молекул, які можуть виявитися енергетично вигідними при тих чи інших тиску й температурі. В результаті тверді тіла характеризуються, як правило, достатньо складною фазовою діаграмою. Наприклад, фазова діаграма такої, здавалося б, простої речовини, як лід, налічує принаймні 12 термодинамічних фаз, що реалізовуються при різних температурах і тисках.